# 科克拉贾尔
科克拉贾尔（Kokrajhar），是印度阿萨姆邦科克拉贾县的一个城镇，為波多蘭自治地區的行政中心。总人口31152（2001年）。

## 人口
该地2001年总人口31152人，其中男性16335人，女性14817人；0—6岁人口2993人，其中男1533人，女1460人；识字率79.24%，其中男性为83.70%，女性为74.31%。